# 首都圏電鉄京江線
首都圏電鉄京江線（しゅとけんでんてつキョンガンせん）は大韓民国京畿道城南市の板橋駅と驪州市の驪州駅を結ぶ、韓国鉄道公社（KORAIL）の広域電鉄路線である。
ラインカラーは●「KORAIL Blue」（1号線よりやや薄めの青色）。

## 概要
中部内陸線の一部として城南驪州線の仮称で建設されていたが、首都圏と江原道江陵を結ぶ京江本線の一部に組み込まれ、京江線(城南-驪州)に名称変更された。
南漢江一帯は首都圏の水源地として開発規制があり、大規模な都市開発がなかったことで交通機関も市外バスに頼っていた。永らく鉄道空白地帯であった広州市、1972年に水驪線が廃止されて以降、鉄道路線がなかった利川市、驪州市がこの路線によって都市鉄道路線沿線として生まれ変わることになる。初乗り1,250ウォンの首都圏統合運賃が適用される。

## 歴史
- 1997年6月4日 - 「第2次首都圏整備計画」に含まれる。
- 1999年12月18日 - 建設交通部（当時）の「国家基幹交通網計画」に含まれる。
- 2000年12月22日 - 交通開発研究院の「首都圏広域交通網計画」に含まれる。
- 2001年下半期 - 予備妥当性調査を通過し、予算に反映。
- 2002年2月7日-12月13日 - フィジビリティスタディ着手。
- 2007年11月25日 - 城南市区間着工。
- 2008年12月17日 - 広州市区間着工。
- 2009年
  - 3月12日 - 利川市区間着工。
  - 6月4日 - 驪州郡区間着工。
- 2016年
  - 4月29日 - 国土交通部が広域電鉄区間（仮称：城南驪州線）の駅名・路線名・営業距離を告示[2]。
  - 6月13日 - 営業試運転開始。（7月28日まで）
  - 8月4日 - 職制規定施行細則第2016-031号にて駅種別が確定[3]
  - 9月13日 - 18日までの秋夕期間に全駅を対象に1時間間隔で無料運行[4]。
  - 9月20日 - 国土交通部、駅名（英陵→世宗大王陵）と路線距離の修正再告示、26日付官報にて正式公布[1]。
  - 9月23日 - 驪州駅で開通式典開催[5]。
  - 9月24日 - 広域電鉄開通。
- 2024年3月30日 - 城南駅開業。

## 運行形態
開業後は4両編成の電車が約15-20分毎に運行され、朝夕は毎時1本程度が夫鉢で折り返す。優等系統はなく各駅停車のみだが、これまで驪州へは市外バスで約1時間半を要していたところを48分台で到達できることになる。
2023年12月28日、中部内陸線のKTX-イウムが板橋駅まで乗り入れを開始した（線内無停車）。

## 使用車両
- 韓国鉄道公社371000系電車：オールロングシートの4扉通勤型電車。

## 駅一覧
| 駅番号 | 駅名                      | 駅名                      | 駅間キロ (km) | 累計キロ (km) | 駅 等級 | 駅種別       | 接続路線 | 所在地 | 所在地        |
| 駅番号 | 日本語                    | ハングル                  | 駅間キロ (km) | 累計キロ (km) | 駅 等級 | 駅種別       | 接続路線 | 所在地 | 所在地        |
| ------ | ------------------------- | ------------------------- | ------------- | ------------- | ------- | ------------ | --- | ------ | ------------- |
| K409   | 板橋駅                    | 판교역                    | 0.0           | 0.0           |         | 簡易駅       | 韓国鉄道公社： 月串板橋線（接続予定） · 新盆唐線（企業）： 新盆唐本線 (D11) · ソウル交通公社： 8号線 (829) （接続予定） | 京畿道 | 城南市 盆唐区 |
| K410   | 城南駅                    | 성남역                    | 0.7           | 0.7           |         |              | 首都圏広域急行鉄道A路線（GTX-A線）                                                                                      | 京畿道 | 城南市 盆唐区 |
| K411   | 二梅駅                    | 이매역                    | 0.8           | 1.5           | 3級     | 無配置簡易駅 | 韓国鉄道公社： 水仁・盆唐線 (K227)・                                                                                    | 京畿道 | 城南市 盆唐区 |
| K412   | 三洞駅                    | 삼동역                    | 6.9           | 8.4           |         | 簡易駅       | | 京畿道 | 広州市        |
| K413   | 京畿広州駅                | 경기광주역                | 4.9           | 13.3          |         | 管理駅       | 水西広州線（計画中） | 京畿道 | 広州市        |
| K414   | 草月駅                    | 초월역                    | 5.0           | 18.3          |         | 簡易駅       | | 京畿道 | 広州市        |
| K415   | 昆池岩駅 (東元大)         | 곤지암역 (동원대)         | 4.9           | 23.2          |         | 簡易駅       | | 京畿道 | 広州市        |
| K416   | 新屯陶芸村駅 (韓国観光大) | 신둔도예촌역 (한국관광대) | 6.8           | 30.0          |         | 簡易駅       | | 京畿道 | 利川市        |
| K417   | 利川駅                    | 이천역                    | 7.8           | 37.8          |         | 簡易駅       | | 京畿道 | 利川市        |
| K418   | 夫鉢駅                    | 부발역                    | 4.5           | 42.3          |         | 簡易駅       | 韓国鉄道公社：中部内陸線、平沢夫鉢線（計画中）                                                                          | 京畿道 | 利川市        |
| K419   | 世宗大王陵駅              | 세종대왕릉역              | 8.3           | 50.6          |         | 簡易駅       | | 京畿道 | 驪州市        |
| K420   | 驪州駅 (驪州大)           | 여주역 (여주대)           | 5.4           | 56.0          |         | 簡易駅       | 韓国鉄道公社：驪州原州線（接続予定）                                                                                    | 京畿道 | 驪州市        |